# Cista megalítica del Molí
La Cista megalítica del Molí és una cista megalítica del terme comunal d'Eina, de l'Alta Cerdanya, a la Catalunya del Nord.
Està situada a 1.531,4 m alt al nord-oest del terme d'Eina, també al nord-oest del poble d'aquest nom, a la partida del Molí de Baix i a ponent de les Comes de Pallars. És a 815 metres en línia recta a l'oest-nord-oest del Dolmen de lo Pou i a 400, també en línia recta a l'oest-sud-oest del Dolmen de la Borda.